# 卢卡斯·莫伦
卢卡斯·莫伦（波蘭語：Łukasz Moreń，1986年6月1日—），波蘭男子羽毛球運動員，擅長雙打項目。多年來主要活躍於歐洲各國舉行的國際挑戰賽及國際系列賽級別賽事；擅長雙打項目，男雙的主要搭檔為沃伊切赫·苏库德拉尔塞克。

## 簡歷
2011年，卢卡斯·莫伦和男雙搭檔沃伊切赫·苏库德拉尔塞克先後赢得斯洛文尼亞國際賽、立陶宛公開賽和瑞士國際賽三項冠軍，又在瑞典斯德哥爾摩國際賽、斯洛伐克公開賽拿得亞軍。
2012年，莫伦和苏库德拉尔塞克只能贏得波蘭公開賽一項冠軍，以及在較高級別的荷蘭大獎賽打進四強。
2013年，莫伦和苏库德拉尔塞克先後在荷蘭國際賽和保加利亞國際賽赢得冠軍，以及在年末進行的意大利國際賽拿得亞軍。年內，他曾和老將麦克·罗高斯搭檔赢得了西班牙公開賽亞軍。
2014年，莫伦和苏库德拉尔塞克贏得了西班牙公開賽和白夜羽毛球賽兩項冠軍，以及瑞典羽毛球大師賽和捷克國際賽兩項亞軍。

## 主要比賽成績
只列出曾進入準決賽的國際賽事成績：
| 年份   | 賽事                       | 公開賽級別 | 項目     | 拍檔                    | 成績   |
| ------ | -------------------------- | ---------- | -------- | ----------------------- | ------ |
| 2008年 | 羅馬尼亞羽毛球國際賽       | 國際系列賽 | 男子雙打 | 麦克·罗加尔斯基         | 亞軍   |
| 2008年 | 羅馬尼亞羽毛球國際賽       | 國際系列賽 | 混合雙打 | Malgorzata Kurdelska    | 亞軍   |
| 2008年 | 俄羅斯羽毛球大獎賽         | 大獎賽     | 男子雙打 | 麦克·罗加尔斯基         | 準決賽 |
| 2009年 | 葡萄牙羽毛球國際賽         | 國際系列賽 | 混合雙打 | Natalia Pocztowiak      | 冠軍   |
| 2010年 | 波蘭羽毛球國際賽           | 國際挑戰賽 | 男子雙打 | 亚当·克瓦林纳           | 準決賽 |
| 2010年 | 意大利羽毛球國際賽         | 國際挑戰賽 | 混合雙打 | Natalia Pocztowiak      | 準決賽 |
| 2011年 | 瑞典斯德哥爾摩羽毛球國際賽 | 國際挑戰賽 | 男子雙打 | 沃伊切赫·苏库德拉尔塞克 | 亞軍   |
| 2011年 | 斯洛文尼亞羽毛球國際賽     | 國際系列賽 | 男子雙打 | 沃伊切赫·苏库德拉尔塞克 | 冠軍   |
| 2011年 | 立陶宛羽毛球公開賽         | 國際系列賽 | 男子雙打 | 沃伊切赫·苏库德拉尔塞克 | 冠軍   |
| 2011年 | 斯洛伐克羽毛球公開賽       | 國際系列賽 | 男子雙打 | 沃伊切赫·苏库德拉尔塞克 | 亞軍   |
| 2011年 | 瑞士羽毛球國際賽           | 國際挑戰賽 | 男子雙打 | 沃伊切赫·苏库德拉尔塞克 | 冠軍   |
| 2011年 | 匈牙利羽毛球國際賽         | 國際系列賽 | 男子雙打 | 沃伊切赫·苏库德拉尔塞克 | 亞軍   |
| 2011年 | 匈牙利羽毛球國際賽         | 國際系列賽 | 混合雙打 | Natalia Pocztowiak      | 亞軍   |
| 2011年 | 蘇格蘭羽毛球國際賽         | 國際挑戰賽 | 男子雙打 | 沃伊切赫·苏库德拉尔塞克 | 準決賽 |
| 2012年 | 白夜羽毛球賽               | 國際挑戰賽 | 男子雙打 | 沃伊切赫·苏库德拉尔塞克 | 準決賽 |
| 2012年 | 波蘭羽毛球公開賽           | 國際系列賽 | 男子雙打 | 沃伊切赫·苏库德拉尔塞克 | 冠軍   |
| 2012年 | 捷克羽毛球國際賽           | 國際挑戰賽 | 男子雙打 | 沃伊切赫·苏库德拉尔塞克 | 準決賽 |
| 2012年 | 荷蘭羽毛球大獎賽           | 大獎賽     | 男子雙打 | 沃伊切赫·苏库德拉尔塞克 | 準決賽 |
| 2013年 | 瑞典斯德哥爾摩羽毛球國際賽 | 國際挑戰賽 | 男子雙打 | 沃伊切赫·苏库德拉尔塞克 | 準決賽 |
| 2013年 | 伊朗羽毛球國際挑戰賽       | 國際挑戰賽 | 男子雙打 | 沃伊切赫·苏库德拉尔塞克 | 準決賽 |
| 2013年 | 荷蘭羽毛球國際賽           | 國際挑戰賽 | 男子雙打 | 沃伊切赫·苏库德拉尔塞克 | 冠軍   |
| 2013年 | 西班牙羽毛球公開賽         | 國際挑戰賽 | 男子雙打 | 麦克·罗高斯             | 亞軍   |
| 2013年 | 比利時羽毛球國際賽         | 國際挑戰賽 | 男子雙打 | 沃伊切赫·苏库德拉尔塞克 | 準決賽 |
| 2013年 | 波蘭羽毛球國際賽           | 國際系列賽 | 混合雙打 | 阿格涅什卡·维特科夫斯卡 | 準決賽 |
| 2013年 | 保加利亞羽毛球國際賽       | 國際挑戰賽 | 男子雙打 | 沃伊切赫·苏库德拉尔塞克 | 冠軍   |
| 2013年 | 意大利羽毛球國際賽         | 國際挑戰賽 | 男子雙打 | 沃伊切赫·苏库德拉尔塞克 | 亞軍   |
| 2014年 | 瑞典羽毛球大師賽           | 國際挑戰賽 | 男子雙打 | 沃伊切赫·苏库德拉尔塞克 | 亞軍   |
| 2014年 | 西班牙羽毛球公開賽         | 國際挑戰賽 | 男子雙打 | 沃伊切赫·苏库德拉尔塞克 | 冠軍   |
| 2014年 | 白夜羽毛球賽               | 國際挑戰賽 | 男子雙打 | 沃伊切赫·苏库德拉尔塞克 | 冠軍   |
| 2014年 | 捷克羽毛球國際賽           | 國際挑戰賽 | 男子雙打 | 沃伊切赫·苏库德拉尔塞克 | 亞軍   |
| 2015年 | 瑞典羽毛球大師賽           | 國際挑戰賽 | 男子雙打 | 沃伊切赫·苏库德拉尔塞克 | 準決賽 |
| 2015年 | 布拉格羽毛球公開賽         | 國際挑戰賽 | 男子雙打 | 米洛什·博哈特           | 準決賽 |
| 2016年 | 葡萄牙羽毛球國際賽         | 國際系列賽 | 男子雙打 | 米洛什·博哈特           | 準決賽 |
| 2016年 | 立陶宛羽毛球國際賽         | 未來系列賽 | 男子雙打 | 沃伊切赫·苏库德拉尔塞克 | 冠軍   |
| 2016年 | 斯洛伐克羽毛球公開賽       | 未來系列賽 | 男子雙打 | 沃伊切赫·苏库德拉尔塞克 | 冠軍   |
| 2016年 | 芬蘭羽毛球國際賽           | 國際系列賽 | 男子雙打 | 沃伊切赫·苏库德拉尔塞克 | 亞軍   |
| 2017年 | 波蘭羽毛球公開賽           | 國際挑戰賽 | 男子雙打 | 沃伊切赫·苏库德拉尔塞克 | 冠軍   |
| 2017年 | 捷克羽毛球國際賽           | 未來系列賽 | 男子雙打 | 沃伊切赫·苏库德拉尔塞克 | 冠軍   |
| 2017年 | 立陶宛羽毛球國際賽         | 未來系列賽 | 男子雙打 | 沃伊切赫·苏库德拉尔塞克 | 亞軍   |

| 2007-2017年 | 首要超級賽 | 超級賽 | 黃金大獎賽 | 大獎賽 | 國際挑戰賽 | 國際系列賽 | 未來系列賽 | 其他 |

| 2018-2026年 | 總決賽 | 超級1000賽 | 超級750賽 | 超級500賽 | 超級300賽 | 超級100賽 | 國際挑戰賽 | 國際系列賽 | 未來系列賽 | 其他 |

### 奧運會和世錦賽參賽紀錄
|          | 搭檔                    | 2006 | 2007 | 2008 | 2009 | 2010 | 2011 | 2012 | 2013        | 2014 |
| -------- | ----------------------- | ---- | ---- | ---- | ---- | ---- | ---- | ---- | ----------- | ---- |
| 男子雙打 | 沃伊切赫·苏库德拉尔塞克 | 48強 | －   | －   | －   | －   | 48強 | －   | 48強 (退賽) | 32強 |